# Wildau
Wildau   (indtil 1922 Hoherlehme, oprindeligt Hoherlöhme, niedersorbisk: Hušše Łomy)er en by med 10303 indbyggere, der ligger i
i Landkreis Dahme-Spreewald i delstaten Brandenburg i Tyskland. Den ligger tæt på Berlin og er let tilgængeligt med S-Bahn.

## Geografi
Wildau ligger nær den sydøstlige udkant af Berlin på skråningen af Teltow plateauet. Stedet grænser mod øst af Dahme, som gav hele regionen sit navn.
Byen har to kerner, den historiske landsby Hoherlehme og den egentlige Wildau, som blev bygget under industrialiseringen.
I syd og øst smelter Wildau sammen med den tidligere distriktsby Königs Wusterhausen og mod nord smelter den sammen med kommunen Zeuthen. I vest adskiller et skovområde byen fra bebyggelsen Kiekebusch i kommunen Schönefeld. Byen ligger inden for Berlin Brandenburg lufthavn indflyvningsområde.

## Historie
Wildauområdet bosattes først af   fiskerfamilier, der slog sig ned ved floden Dahme og  som derefter begyndte at levere sand, grus og mursten fra området,  med båd til Berlin.
Mekaniseringen satte Wildau på kortet som et sted for industri. I 1897 etablerede firmaet Schwartzkopff GmbH en lokomotivfabrik her, og byggede boliger til fabriksarbejderne, der i dag er under kulturarvsforvaltning. Under 2. verdenskrig var lokale fabrikker involveret i våbenproduktion. Efter krigen blev de en del af Østtysklands statsvirksomheder indenfor sværindustrien. Efter tysklands genforening blev de fleste af fabrikkerne  lukket af Treuhand.